# 30-XX
Classificazione delle ricerche matematiche: sezioni di livello 1

00-XX 01 03 05 06 08 | 11 12 13 14 15 16 17 18 19 20 22 | 26 28 30 31 32 33 34 35 37 39 40 41 42 43 44 45 46 47 49 | 
 51 52 53 54 55 57 58 | 60 62 65 68 | 70 74 76 78 | 80 81 82 83 85 86 | 90 91 92 93 94 97-XX
30-XX è la sigla della sezione primaria dello schema di classificazione MSC dedicata alle funzioni di una variabile complessa.
La pagina attuale presenta la struttura ad albero delle sue sottosezioni secondarie e terziarie.

## 30-XX
funzioni di una variabile complessa
{per l'analisi sulle varietà, vedi 58-XX}
- 30-00 opere di riferimento generale (manuali, dizionari, bibliografie ecc.)
- 30-01 esposizione didattica (libri di testo, articoli tutoriali ecc.)
- 30-02 presentazione di ricerche (monografie, articoli di rassegna)
- 30-03 opere storiche {!va assegnato almeno un altro numero di classificazione della sezione 01-XX}
- 30-04 calcolo automatico esplicito e programmi (non teoria della computazione o della programmazione)
- 30-06 atti, conferenze, collezioni ecc.

## 30Axx
proprietà generali
- 30A05 proprietà di monogenità delle funzioni complesse (incluse le funzioni poligeniche e le funzioni monogeniche areolari)
- 30A10 disuguaglianze nel dominio complesso
- 30A99 argomenti diversi dai precedenti, ma in questa sezione

## 30Bxx
sviluppi in serie
- 30B10 serie di potenze (incluse le serie lacunose)
- 30B20 serie di potenze casuali
- 30B30 comportamento al contorno delle serie di potenze, sovra-convergenza
- 30B40 prolungamento analitico
- 30B50 serie di Dirichlet ed altri sviluppi in serie, serie esponenziale [vedi anche 11M41, 42-XX]
- 30B60 problemi di completezza, chiusura di un sistema di funzioni?
- 30B70 frazioni continue [vedi anche 11A55, 40A15]
- 30B99 argomenti diversi dai precedenti, ma in questa sezione

## 30Cxx
teoria geometrica delle funzioni
- 30C10 polinomi
- 30C15 zeri dei polinomi, delle funzioni razionali e delle altre funzioni analitiche (e.g. zeri di funzioni con integrale di Dirichlet limitato) {per la teoria algebrica, vedi 12D10; per metodi di variabile reale, vedi 26C10}
- 30C20 trasformazioni conformi di domini speciali
- 30C25 teoremi di ricoprimento nella teoria delle trasformazioni conformi
- 30C30 metodi numerici nella teoria delle trasformazioni conformi [vedi anche 65E05]
- 30C35 teoria generale delle trasformazioni conformi
- 30C40 funzioni nucleo ed applicazioni
- 30C45 classi speciali di funzioni univoche e di funzioni plurivoche (starlike?stellate, convesse?, a rotazione limitata? ecc.)
- 30C50 problemi dei coefficienti per le funzioni univalenti e per le funzioni multivalenti
- 30C55 teoria generale delle funzioni univalenti e delle funzioni multivalenti
- 30C62 trasformazioni quasiconformi nel piano
- 30C65 trasformazioni quasiconformi in Rn, altre generalizzazioni
- 30C70 problemi estremali per le trasformazioni conformi e quasiconformi, metodi variazionali
- 30C75 problemi estremali per le trasformazioni conformi e quasiconformi, altri metodi
- 30C80 principio del massimo; lemma di Schwarz, principio di Lindelöf, nozioni analoghe? e generalizzazioni; subordinazione?
- 30C85 capacità e misura armonica nel piano complesso [vedi anche 31A15]
- 30C99 argomenti diversi dai precedenti, ma in questa sezione

## 30Dxx
funzioni intere, funzioni meromorfe ed argomenti collegati
- 30D05 equazioni funzionali nel campo complesso, iterazione e composizione di funzioni analitiche [vedi anche 34Mxx, 39-XX, 37Fxx]
- 30D10 rappresentazioni di funzioni intere mediante serie ed integrali
- 30D15 classi speciali di funzioni intere e stime della crescita
- 30D20 funzioni intere, teoria generale
- 30D30 funzioni meromorfe, teoria generale
- 30D35 distribuzione dei valori, teoria di Nevanlinna
- 30D40 insiemi cluster?grappolo, estremità prime, comportamento al bordo
- 30D45 funzioni di Bloch, funzioni normali, famiglie normali
- 30D60 funzioni quasi analitiche ed altre classi di funzioni
- 30D99 argomenti diversi dai precedenti, ma in questa sezione

## 30Exx
argomenti vari di analisi nel dominio complesso
- 30E05 problemi del momento, problemi di interpolazione
- 30E10 approssimazione nel dominio complesso
- 30E15 rappresentazione asintotica nel dominio complesso
- 30E20 integrazione, integrali alla Cauchy, rappresentazioni integrali delle funzioni analitiche [vedi anche 45Exx]
- 30E25 problemi ai?di valori al contorno [vedi anche 45Exx]
- 30E99 argomenti diversi dai precedenti, ma in questa sezione

## 30Fxx
superfici di Riemann
- 30F10 superfici di Riemann compatte ed uniformizzazione [vedi anche 14H15, 32G15]
- 30F15 funzioni armoniche sulle superfici di Riemann
- 30F20 teoria di classificazione delle superfici di Riemann
- 30F25 teoria del bordo ideale
- 30F30 differenziali sulle superfici di Riemann
- 30F35 gruppi Fuchsiani e funzioni automorfe [vedi anche 11Fxx, 20H10, 22E40, 32Gxx, 32Nxx]
- 30F40 gruppi Kleiniani [vedi anche 20H10]
- 30F45 metriche conformi (iperboliche, alla Poincaré, funzioni distanza?)
- 30F50 superfici di Klein
- 30F60 teoria di Teichmueller [vedi anche 32G15]
- 30F99 argomenti diversi dai precedenti, ma in questa sezione

## 30Gxx
teoria delle funzioni generalizzata
- 30G06 teoria non Archimedea delle funzioni [vedi anche 12J25]; teoria non standard delle funzioni [vedi anche 03H05]
- 30G12 funzioni finemente olomorfe e teoria topologica delle funzioni
- 30G20 generalizzazioni alla Bers o alla Vekua (funzioni pseudoanalitiche, funzioni p-analitiche ecc.)
- 30G25 funzioni analitiche discrete
- 30G30 altre generalizzazioni delle funzioni analitiche (incluse le funzioni a valori astratti?)
- 30G35 funzioni di variabili ipercomplesse e variabili generalizzate
- 30G99 argomenti diversi dai precedenti, ma in questa sezione

## 30Hxx
spazi ed algebre di funzioni analitiche
- 30H05 funzioni analitiche limitate
- 30H10 spazi di Hardy
- 30H15 classe di Nevanlinna e classe di Smirnov
- 30H20 spazi di Bergman, spazi di Fock
- 30H25 spazi di Besov e Qp-spazi
- 30H30 spazi di Bloch
- 30H35 BMO-spazi
- 30H50 algebre di funzioni analitiche
- 30H80 teoremi di corona
- 30H99 argomenti diversi dai precedenti, ma in questa sezione

## 30Jxx
teoria delle funzioni sul disco
- 30J05 funzioni interne
- 30J10 prodotti di Blaschke
- 30J15 funzioni interne singulari
- 30J99 argomenti diversi dai precedenti, ma in questa sezione

## 30Kxx
funzioni olomorfe universali
- 30K05 serie di Taylor universali
- 30K10 serie di Dirichlet universali
- 30K15 funzioni universali limitate
- 30K20 universalità composizionale
- 30K99 argomenti diversi dai precedenti, ma in questa sezione

## 30Lxx
analisi sugli spazi metrici
- 30L05 immersioni geometriche di spazi metrici
- 30L10 mappe quasiconformi mappings in spazi metrici
- 30L99 argomenti diversi dai precedenti, ma in questa sezione